# Мария Изабелла Португальская
Мария Изабелла Португальская (имя при рождении Мария Изабелла де Браганса и Бурбон; 19 мая 1797[…], дворец Келуш, Лиссабон — 26 декабря 1818[…], Королевский дворец в Аранхуэсе, Мадрид) — инфанта Португалии, позднее, став второй женой короля Фердинанда VII, королева Испании.

## Биография
Мария Изабелла была третьим ребёнком португальского короля Жуана VI и его жены Карлоты Жоакины Испанской. Её младшим братом был император Бразилии Педру I.
Инфанта вышла замуж за своего дядю (брата её матери), короля Испании Фердинанда VII 29 сентября 1816 года, чья первая жена умерла бездетной за десять лет до того. Брак был призван укрепить связь двух иберийских стран. С этой же целью младший брат Фердинанда VII Карлос женился на другой португальской принцессе Марии Франческе де Браганса, сестре Марии Изабеллы.
Королева Мария Изабелла питала любовь к изящным искусствам и сделала очень многое для того, чтобы собрать воедино разрозненные коллекции королевской семьи и открыть полноценный музей. Её детище, музей Прадо, открылся в 1819 году, спустя год после её смерти.
21 августа 1817 года у Марии Изабеллы родилась дочь, инфанта Мария Изабелла, умершая через несколько месяцев после рождения. Год спустя во время очередных, крайне тяжёлых, родов, доктора пришли к выводу, что ребёнок, всё ещё находящийся во чреве матери, умер. Измученная долгими родами королева перестала дышать, чем также заставила считать себя мёртвой. Доктора начали операцию кесарева сечения, чтобы извлечь плод. Внезапно королева очнулась и закричала от ужасной боли и тут же впала в забытье, на этот раз навсегда.
Мария Изабелла умерла из-за врачебной ошибки 26 декабря 1818 года, оставив мужа без наследника.

## Официальные титулы
- 19 мая 1797 — 29 сентября 1816 Её Королевское Высочество Инфанта Донна Мария Изабелла Португальская
- 29 сентября 1816 — 26 декабря 1818 Её Королевское Величество Королева Испании

## В массовой культуре
Главная героиня романа «Зеркала» (2001) испанской писательницы Марии Пилар Керальт дель Иэрро.